# European Darts Grand Prix
| European Darts Grand Prix | European Darts Grand Prix                |
| ------------------------- | ---------------------------------------- |
| Sportart                  | Darts                                    |
| Organisator               | PDC                                      |
| Turnierart                | Ranglistenturnier                        |
| Austragungsort            | Glaspalast, Sindelfingen                 |
| Austragungszeitraum       | wechselnd                                |
| Rekordsieger              | Gary Anderson Michael van Gerwen (je 2×) |
| amtierender Sieger        | Gary Anderson                            |
| Letzte Austragung         | European Darts Grand Prix 2025           |
| Nächste Austragung        | European Darts Grand Prix 2026           |

Der European Darts Grand Prix ist ein Ranglistenturnier im Dartsport, welches von der PDC veranstaltet wird. Es ist ein Event der European Darts Tour, welche im Rahmen der PDC Pro Tour durchgeführt wird.  Austragungsort ist der Glaspalast in Sindelfingen. Es wurde im Jahr 2014 zum ersten Mal ausgetragen.

## Format
Das Turnier wird im K.-o.-System gespielt. Spielmodus ist in den ersten drei Runden ein best of 11 legs, im Halbfinale best of 13 legs und im Finale best of 15 legs.
Jedes leg wird im double-out-Modus gespielt.

## Preisgeld
Bei dem Turnier werden seit 2023 insgesamt £ 175.000 an Preisgeldern ausgeschüttet. Das Preisgeld verteilte sich unter den Teilnehmern wie folgt:
| Position (Anzahl der Spieler) | Position (Anzahl der Spieler) | Preisgeld |
| ----------------------------- | ----------------------------- | --------- |
| Gewinner                      | (1)                           | £ 30.000  |
| Finalist                      | (1)                           | £ 12.000  |
| Halbfinalisten                | (2)                           | £ 8.500   |
| Viertelfinalisten             | (4)                           | £ 6.000   |
| Achtelfinalisten              | (8)                           | £ 4.000   |
| Verlierer der 2. Runde        | (16)                          | £ 2.500   |
| Verlierer der Vorrunde        | (16)                          | £ 1.250   |
|                               |                               |           |
|                               |                               | £ 175.000 |

## Finalergebnisse
| Jahr | Austragungsort                         | Sieger             | Ergebnis          | Finalist           | Preisgeld         | Preisgeld         |
| Jahr | Austragungsort                         | Sieger             | Ergebnis          | Finalist           | Gesamt            | Sieger            |
| ---- | -------------------------------------- | ------------------ | ----------------- | ------------------ | ----------------- | ----------------- |
| 2014 | Glaspalast, Sindelfingen               | Mervyn King        | 6 : 5             | Michael Smith      | 0£ 100.000        | 0£ 20.000         |
| 2015 | Glaspalast, Sindelfingen               | Kim Huybrechts     | 6 : 5             | Peter Wright       | 0£ 115.000        | 0£ 25.000         |
| 2016 | Glaspalast, Sindelfingen               | Michael van Gerwen | 6 : 2             | Peter Wright       | 0£ 115.000        | 0£ 25.000         |
| 2017 | Glaspalast, Sindelfingen               | Peter Wright       | 6 : 0             | Michael van Gerwen | 0£ 135.000        | 0£ 25.000         |
| 2018 | Glaspalast, Sindelfingen               | Michael van Gerwen | 8 : 3             | James Wade         | 0£ 135.000        | 0£ 25.000         |
| 2019 | Glaspalast, Sindelfingen               | Ian White          | 8 : 7             | Peter Wright       | 0£ 140.000        | 0£ 25.000         |
| 2020 | Glaspalast, Sindelfingen               | José de Sousa      | 8 : 4             | Michael van Gerwen | 0£ 140.000        | 0£ 25.000         |
| 2021 | nicht ausgetragen                      | nicht ausgetragen  | nicht ausgetragen | nicht ausgetragen  | nicht ausgetragen | nicht ausgetragen |
| 2022 | Hanns-Martin-Schleyer-Halle, Stuttgart | Luke Humphries     | 8 : 7             | Rob Cross          | 0£ 140.000        | 0£ 25.000         |
| 2023 | Glaspalast, Sindelfingen               | Rob Cross          | 8 : 6             | Luke Humphries     | 0£ 175.000        | 0£ 30.000         |
| 2024 | Glaspalast, Sindelfingen               | Gary Anderson      | 8 : 6             | Ross Smith         | 0£ 175.000        | 0£ 30.000         |
| 2025 | Glaspalast, Sindelfingen               | Gary Anderson      | 8 : 0             | Andrew Gilding     | 0£ 175.000        | 0£ 30.000         |

## Höchste Averages
Die Tabelle nennt die zehn höchsten Averages in der Turniergeschichte.
| #  | Spieler               | Jahr | Runde         | Average | Ergebnis   |
| -- | --------------------- | ---- | ------------- | ------- | ---------- |
| 1  | Damon Heta            | 2024 | 2. Runde      | 117,48  | Sieg       |
| 2  | Adrian Lewis          | 2014 | Achtelfinale  | 115,62  | Sieg       |
| 3  | Dave Chisnall         | 2017 | 2. Runde      | 112,25  | Sieg       |
| 4  | Michael van Gerwen    | 2018 | Finale        | 111,77  | Sieg       |
| 5  | Dirk van Duijvenbode  | 2025 | Achtelfinale  | 111,66  | Sieg       |
| 6  | Michael van Gerwen    | 2015 | 2. Runde      | 111,37  | Niederlage |
| 7  | Peter Wright          | 2022 | Viertelfinale | 111,16  | Sieg       |
| 8  | Raymond van Barneveld | 2015 | Achtelfinale  | 111,06  | Niederlage |
| 9  | Andrew Gilding        | 2025 | Achtelfinale  | 110,77  | Sieg       |
| 10 | Rob Cross             | 2022 | Halbfinale    | 110,73  | Sieg       |